# World Kickboxing Association
La World Kickboxing Association (WKA-Monde), également appelée World Kickboxing & Karate Association , est une structure ayant commencé son travail comme une société privée dès 1976 et notamment la vente des articles de sport de karaté.
En 1976, la WKA prend en charge en premier lieu la gestion du kick-boxing américain avec low-kick (coup de pied circulaire en ligne basse). Puis, elle se diversifie en proposant plusieurs disciplines en compétition : point-fighting (karaté sportif avec gants de boxe), light-contact sans low-kick et light-contact avec low-kick (boxe pieds-poings aux techniques contrôlées), full contact (kick-boxing américain sans low-kick et kick-boxing américain ou low-kick avec pour les deux disciplines le principe du K.-O.system), thaï-boxing et formes martiales traditionnelles (kata japonais, poomse coréens, taolu chinois…). D’autres disciplines s’y rattachent depuis les années 1990 : le K1-style, les kata artistiques dont l’aéro-kick (cardio-kickboxing), etc. En 2007, plus d’une centaine de nations sur les cinq continents adhèrent à la WKA.

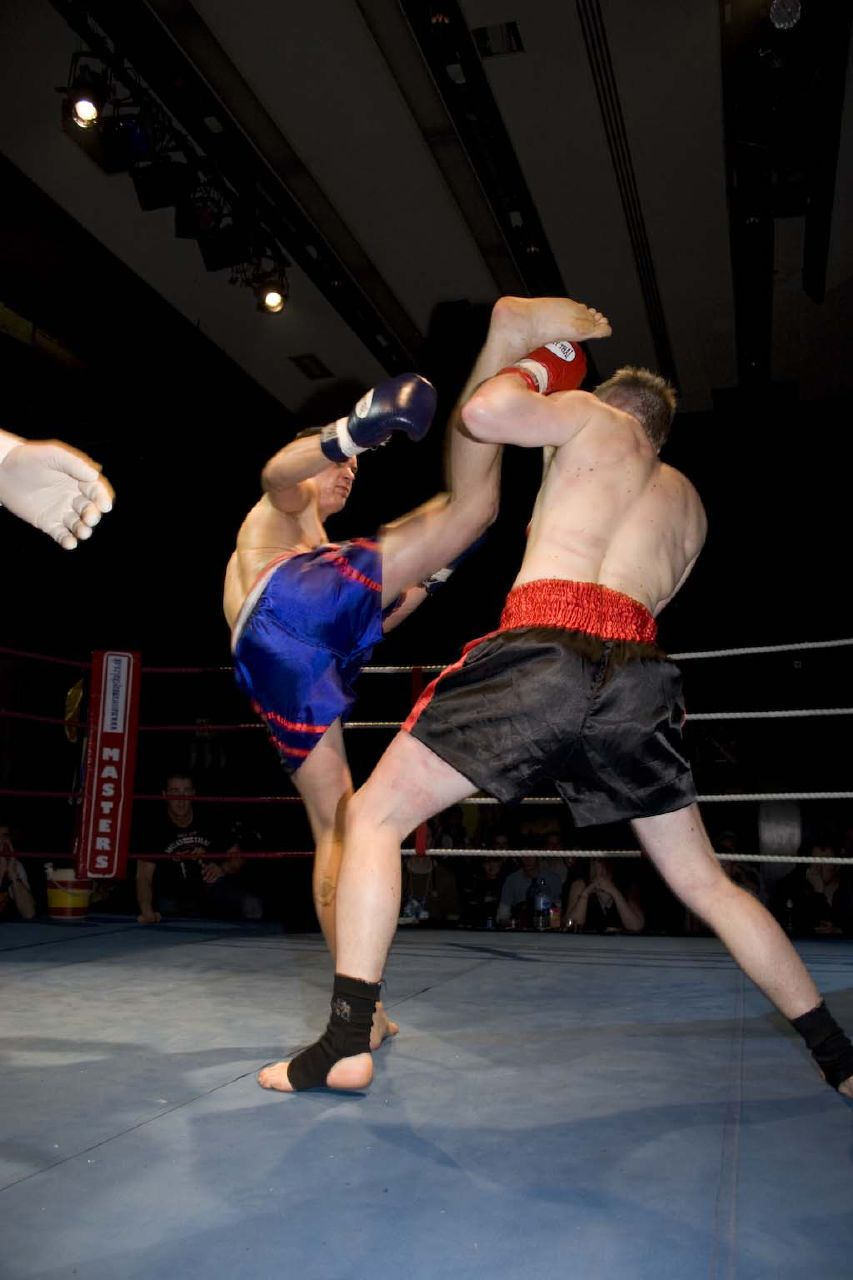
Blocage d’un coup de pied circulaire en ligne haute (high-kick)

## Historique

### La révolution du karaté américain
Le 1er héros fut le très célèbre karatéka Joe Lewis qui disputa le premier match de « karaté » avec des gants de boxe. Un nouveau style de combat était né. Lentement, cette forme sportive se structura, des rencontres s’organisèrent un peu partout et Howard Hanson, célèbre organisateur et ceinture noire de Karaté Shorin-Ryu, eut l’idée d’organiser les combats sur un ring plutôt que sur un tatami. Il fallait une fédération pour régir ce nouveau sport, la première fut la « Professional Karate Association » (P.K.A.) fondée en 1974 par Mike Anderson et les époux Don et Judy Quine. Cette fédération avait pour objectif de coordonner et de promouvoir cette discipline au niveau professionnel dans le monde entier. Mike Anderson à cette époque dirigeait la revue « Professional Karate Magazine » et organisait la « Top ten national » à l’issue de laquelle des sommes importantes étaient distribuées aux vainqueurs. Cette forme de compétition a été introduite en France par Dominique Valéra (célèbre karatéka français) à la fin des années 1970, sous le nom de « Full-contact », appelée plus tard « Boxe américaine » suivant des directives ministérielles.

### Le kick-boxing version aveccoup de pied basde forme circulaire (en anglais,low kick)
Rapidement les Américains ont dominé le monde occidental avec leurs vedettes : Bill Wallace dit : « superfoot » grâce à sa légendaire jambe avant. Il fut le porte-drapeau du mouvement du « Full contact Karaté », Joe Lewis bien sûr, Jeff Smith (meilleur « point fighter » en 1974, élève du célèbre coréen Jhoon Rhee, connu comme le « père du Taekwondo américain » et inventeur des protections en plastique utilisées pour le lancement du Full Contact le 14 septembre 1974), Isaias Duenas et Joe Corley.

Mais un autre tournant annonce la naissance du Kick-boxing moderne. Howard Hanson, élève de Mike Stone, professionnel des organisations et visionnaire, s’aperçoit que les règles dans lesquelles les combats s’inscrivent sont trop limitées. Pour lui, un vrai champion doit défendre son titre contre des combattants de tous les pays. Certes, les Américains dominaient « leur monde » mais pour rencontrer les Asiatiques (notamment les Japonais et les Thaïlandais), il fallait ajouter à leur sport une technique essentielle : la frappe dans les jambes ou coup de pied bas (low kick). Enfin naquit un style plus complet alliant techniques de poing (boxe anglaise) et de pied (Karaté, Taekwondo et Muay thaï) s’appelant le Kick-boxing.

Une des vedettes de la P.K.A., Benny « the jet » Urquidez, s’inscrit dans ce projet qui donnait naissance à une nouvelle structure, en 1976, s’occupant du Kick-boxing, la « World Karate Association » (W.K.A.) devenue plus tard la « World Kickboxing Association ». L’emblème choisi par la W.K.A. fut un globe entouré d’une ceinture noire afin de symboliser le but international de cette organisation.

Benny Urquidez rencontre et bat, à la fin des années 1970, les plus grands champions comme le Thaïlandais Narong Noi (en 1977) et certains grands champions du Kick-boxing japonais, suscitant la stupéfaction générale. Benny « the jet » est rapidement suivi par de nombreux champions américains.

Les vedettes du Kick-boxing américain avec low-kick apparaissent régulièrement dans les shows télévisés : Jean-Yves Thériault (vedette de la P.K.A.) et Michel Rochette tous deux Canadiens, Carl Beamon et bien sûr l’immense Benny Urquidez (champion du monde dans différents styles dans plusieurs catégories, qui effectua un come-back à 42 ans, pour remporter un nouveau titre). Ce dernier deviendra une idole au pays du soleil levant grâce à son style spectaculaire et à sa longévité exceptionnelle. On peut citer aussi Kunimasae Nagae, Blinky Rodriguez, Steve Sheperd, Kunamitsu Cekao, Alvin Prouder, Toshio Fujiwara, etc. D’autres grands noms font la renommée du Kick-boxing, comme Don Wilson, Pete Cunningham, Maurice Smith, etc.

### Les ratings
L’élaboration d’un classement indépendant (Rating, inventé pat Paul Maslak) aida à y voir plus clair dès l’année 1979. Cela permit aux combattants de tous styles et boxes pieds-poings de pouvoir se situer en dehors de tout « star-system », une cohérence émergeait enfin. Désormais les organisateurs devaient respecter un véritable classement mondial. Seuls les vrais champions et leur challenger pouvaient monter sur le ring, titre en jeu.

### La WKA en Europe
Les premières organisations qui eurent lieu en Hollande, firent rentrer l’Europe dans le grand cercle mondial du Kick-boxing. Les Pays-Bas, berceau européen du Kick-boxing, brillèrent avec leurs grands champions tels : Lucien Carbin, André Brilleman, Yvan Hypolyte et surtout les désormais légendaire Fred Royers surnommé « le gladiateur » (superstar des rings avec plusieurs titres mondiaux dans différentes boxes pieds-poings), ainsi que Rob Kaman (à l’efficacité et à la longévité exceptionnelle).

Le développement de cette pratique, malgré la multitude de sports de contact qui existaient déjà, a été possible grâce à ses règles se situant au carrefour d’un style dur comme la Boxe-thaïe et d’autres styles tels que le Full-contact et la Boxe française-savate.
Pendant un temps, la plupart des pays européens reconnaissaient la W.K.A. Ensuite les responsables de grandes fédérations mondiales décidèrent de proposer des titres dans l’ensemble des disciplines pieds-poings (Full-contact, Muay thaï et Kick-boxing). À côté de structures sérieuses se développèrent des fédérations fantasques, ce qui compliqua les choses.

### La WKA en France
En 1984, Jean-Marc Vieille fonde la WKA-France avec le soutien de Fred Royers (Célèbre champion néerlandais de sports de combat et représentant de la WKA-Monde pour l'Europe). La WKA-France fonctionnera au sein de I.F.O. avec Jean-Paul Maillet puis avec Francis Hamdaoui au sein de la Fédération de Kick-Boxing (F.K.B.).

Après une interdiction ministérielle de titres internationaux et professionnels sur le territoire français de 1999 à 2002, Thierry Muccini relance la WKA-France en 2002 (représentant officiel pour la France - Antenne WKA pour la France – cette dernière fut rattachée à la commission pugilistique en 2008 (COMPUG) puis au comité national des activités pugilistiques en 2009 (CNAP) puis le comité national de kick-boxing (C.N.K.B.) en 2013 de la fédération française de full-contact (FFFCDA).

Thierry Muccini devient président du comité national de kick-boxing (C.N.K.B.) en 2013 et de la Fédération de sports de combat (F.S.C) en 2019. De son côté, Alain Delmas assure depuis 2002 la direction technique des structures sus-citées et depuis 2019, de la F.S.C.
Sigles :
- FFFCDA : Fédération française de full-contact née en 1978 - devenue en 2014 la Fédération de fighting full-contact kickboxing et disciplines associées (FFFCKDA)
- CNKB : Au départ en 2002, « WKA-France » puis devenu le Comité national de kick-boxing en 2013, et représentant la plus ancienne fédération internationale de kickboxing, la W.K.A. et rattaché en tant que Comité national jusqu’en fin de saison 2013-2014 à la FFFCKDA. Le CNKB devient en 2019, la FSC, Fédération de Sports de Combat (et Arts Martiaux).
- FSC : Fédération de sports de combat -France – président : Thierry Muccini et directeur technique fédéral : Alain Delmas.

## Staff successif de la W.K.A.-Monde depuis sa création en1976
- Président à sa création en 1976 : Howard Hanson (USA). Premières stars de la WKA-Monde : Benny "The Jet" Urquidez, Don "The Dragon" Wilson, Kevin Rosier et Graciela Casillas.
- Président WKA-Europe en 1980 : Fred Royers
- En 1991, le président Howard Hanson cède la WKA-Monde à Dale Floyd, puis en 1994, Paul Ingram (Angleterre) lui succède.
- Président mondial, de 1994 à 2012, Paul Ingram (Angleterre), puis de 2016 à 2018.
- Président mondial, de 2012 à 2016 à Michele Panfietti (Italie) et secrétaire général, Cristiano Radicchi (Italie)
- Président mondial, depuis décembre 2018 : David Sawyer (Nouvelle-Zélande)

## Staff successif de la W.K.A.-France depuis la création en1984
- Président WKA-France (1984) : Jean-Marc Vieille (WKA-France), puis Jean-Paul Maillet (IFO)
- Président WKA-France et FKB (1985-2000) : Francis Hamdaoui et Joël Goncalvès
- Président WKA-France (2002), CNAP (2009), CNKB (2014) puis FSC (2019) : Thierry Muccini
- Président WKA-France (2022) : Joël Maratra